# Tapeinochilos fissilabrum
Tapeinochilos fissilabrum är en enhjärtbladig växtart som beskrevs av François Gagnepain. Tapeinochilos fissilabrum ingår i släktet Tapeinochilos och familjen Costaceae. Inga underarter finns listade.